# Nerola
Nerola és un comune (municipi) de la ciutat metropolitana de Roma, a la regió italiana del Laci. L'1 de gener de 2018 tenia 1.969 habitants.
Nerola limita amb els municipis de Fara in Sabina, Montelibretti, Montorio Romano, Poggio Nativo, Scandriglia i Toffia.

## Acquaviva
Dins del municipi hi ha la frazione d’Acquaviva, a l’antiga Via Salària. Podia haver estat la seu del bisbat anomenat Aquaviva en llatí, els bisbes del qual van participar en sínodes celebrats a Roma a la segona meitat del segle v i al començament del segle VI: Paulus o Paulinus el 465, Benignus el 487, 497 i 502, i Bonifaci el 503. Actualment Acquaviva és una diòcesi titular.

## Castell Orsini

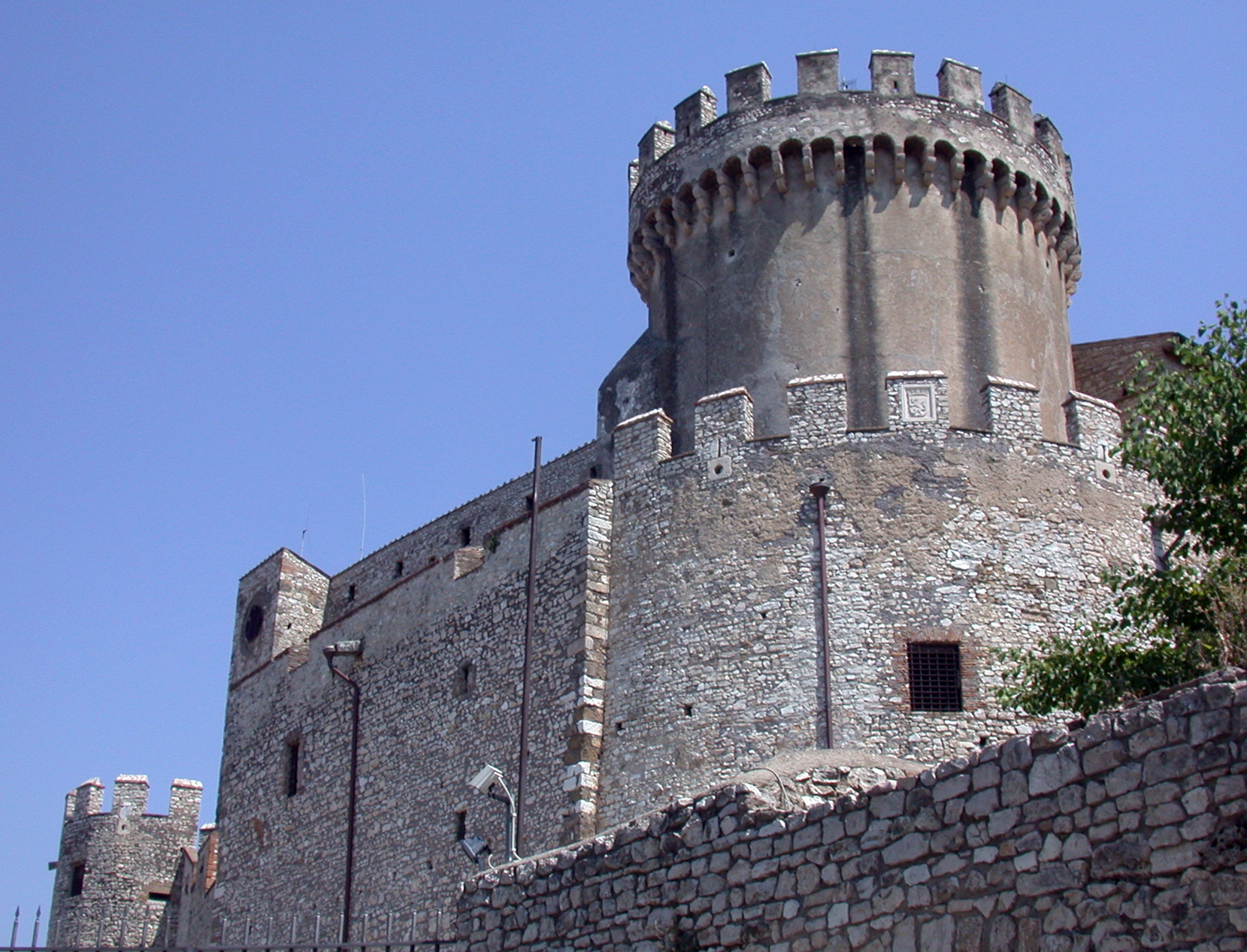
Castell Orsini a Nerola.

A la segona meitat del segle x, el castell Castrum Nerulae va ser fundat per Benedetto Crescenzi, i la família Crescenzi el va retenir fins al 1235, quan va quedar sota el control directe del papa. A finals del segle xii, el feu va ser concedit a la família Orsini, que va construir l'actual castell. Al final del segle xv, el castell es va reforçar amb fortes torres i altres fortificacions defensives al voltant del poble. Prop del castell, la chiesa vecchia (església vella) va ser construïda el 1483.
El 1644, el castell i el territori de Nerola van ser cedits a les famílies Barberini i Montelibretti i, el 1728, va passar a ser propietat del clan Sciarra, i més endavant a la família Lante della Rovere, que va fundar la institució solidària de l’Ospedale dei Pellegrini per ajudar els viatgers de la Via Salària.
El 1867, el castell va ser ocupat per un contingent de partidaris de Giuseppe Garibaldi que lluitaven contra les tropes papals.
Després de passar al marquès Ferrari-Frey el 1939, el castell ha estat restaurat i actualment alberga un hotel.